# Consell departamental dels Alts Alps
El Consell departamental dels Alts Alps (en francès conseil départemental des Hautes-Alpes) és l'assemblea deliberant del departament francès dels Alts Alps, a la regió del Provença – Alps – Costa Blava. La seu es troba a Gap.

## Presidents
| 1970-1982 | Émile Didier       | MRG            |
| 1982-1998 | Marcel Lesbros     | UDF            |
| 1998-2004 | Alain Bayrou       | DL després UMP |
| 2004-2008 | Auguste Truphème   | DVG            |
| 2008-2014 | Jean-Yves Dusserre | UMP            |
| 2015      | Michel Roy         | DVD            |
| 2015-     | Jean-Marie Bernard | LR             |

## Composició
El març de 2015 el Consell departamental era constituït per 30 elegits pels 15 cantons dels Alts Alps.
| Partit                              | Sigles | Electes |
| ----------------------------------- | ------ | ------- |
| Majoria (20 escons)                 |        |         |
| Divers Droite                       | DVD    | 10      |
| Els Republicans                     | LR     | 9       |
| Unió dels demòcrates i independents | UDI    | 1       |
| Oposició (8 escons)                 |        |         |
| Divers gauche                       | DVG    | 4       |
| Partit Socialista                   | PS     | 3       |
| Partit Radical d'Esquerra           | PRG    | 1       |
| Oposició (2 escons)                 |        |         |
| Independents                        | -      | 2       |